# Phil Spector
Harvey Philip Spector (Nueva York, 26 de diciembre de 1939-Stockton, California, 16 de enero de 2021), conocido como Phil Spector, fue un músico y productor estadounidense. Considerado una de las figuras más influyentes de la historia de la música pop y el primer auteur en la industria de la música (involucrado en todas las etapas de la producción). Su técnica de orquestación, el llamado «muro de sonido» (que él mismo describió como «una aproximación wagneriana al rock and roll»), consistente en grabar múltiples pistas de acompañamiento, superponiéndolas hasta crear un sonido compacto y algo apabullante, influyó en el trabajo de muchos otros artistas, como The Beach Boys y The Beatles, quienes lo llamaron para la grabación de Let It Be.
Desde el 2009 hasta su fallecimiento en 2021, Spector cumplía una condena de diecinueve años en la prisión californiana de Stockton por el homicidio en segundo grado ocurrido en 2003 de la actriz Lana Clarkson.

## Biografía
Phil Spector nació en el seno de una familia judía de clase media en El Bronx, Nueva York. Su abuelo emigró desde Ucrania y se apellidaba Spekter, pero se lo cambió a Spector.
El padre de Spector se suicidó el 20 de abril de 1949 cuando Phil tenía 9 años.
En 1953, su madre se llevó a toda la familia a Los Ángeles, California.
Phil Spector comenzó su carrera musical como guitarrista y compositor del grupo The Teddy Bears, que en 1958 obtuvo un gran éxito con la canción "To Know Him Is To Love Him". Spector tomó el título del epitafio grabado en la lápida de su padre.
Lanzado por Era Records con su etiqueta Dore Records. "To Know Him Is to Love Him" alcanzó el número 1 en la Billboard Hot 100 el 1 de diciembre de 1958.
Por entonces, asistía a la UCLA, pero no se podía permitir acudir a la universidad. Estuvo trabajando como estenotipista en los juzgados. Su madre le había enseñado francés y fue a Nueva York para un examen como intérprete en las Naciones Unidas, al que no se presentó.
Escribió Spanish Harlem a los 19 años. Continuó su trabajo como productor independiente con otros artistas, como Connie Francis, Elvis Presley, Ray Peterson y The Paris Sisters. En 1962, produjo Second Hand Love para Connie Francis.
A finales de 1961, junto a Lester Sill y otro socio, creó la discográfica Philles Records, y encontró tres grupos a los que quería producir: The Ducanes, The Creations y The Crystals. Los dos primeros firmaron con otras compañías, y Spector firmó con The Crystals. Su primer sencillo "There's No Other (Like My Baby)" fue un gran éxito.
En octubre de 1962, compró todas las acciones a sus dos socios para ser el único propietario de Philles Records. Para entonces, realizaba todos los procesos del disco menos la estampación y la distribución.
Trabajó un tiempo para Liberty Records donde escuchó la canción He's a Rebel que iba a ser lanzada por Vikki Carr. Spector fue a los estudios Gold Star y grabó una versión con Darlene Love and the Blossoms en los coros. El disco lo lanzó con su compañía Philles, atribuyéndolo a The Crystals, y tuvo un gran éxito en las listas.
Spector produjo la canción Be My Baby.
En 1964 contrató a The Righteous Brothers para Philles y lanzó You've Lost That Lovin' Feelin' y alcanzó el número 1. También produjo con ellos Just Once in My Life, Unchained Melody y Ebb Tide. Perdió su interés por ellos y traspasó su contrato y sus grabaciones a Verve Records.
En 1966 coescribió y produjo River Deep – Mountain High de Ike y Tina Turner. La consideró su mejor canción. Se sintió algo decepcionado por la acogida de la canción en Estados Unidos donde sólo alcanzó el puesto 88. Spector dijo que estaba contento con la respuesta de los críticos y sus compañeros, pero se retiró del ambiente musical durante 2 años.
En 1969 produjo para A&M Records el sencillo You Came, You Saw, You Conquered de The Ronettes, y Black Pearl de Sonny Charles y los Checkmates, Ltd., que alcanzó el puesto 13.
En 1970 el mánager de The Beatles, Allen Klein, llevó a Spector a Inglaterra. Mientras producía el sencillo Instant Karma! de John Lennon, Spector fue invitado por Lennon y George Harrison para que produjera un álbum con las sesiones de grabación del abandonado Get Back. Se puso a trabajar usando muchas de sus técnicas de producción y realizando cambios significativos en los arreglos y sonido de algunas canciones.
El álbum resultante fue el muy exitoso Let It Be. Paul McCartney quedó especialmente descontento con "The Long and Winding Road", balada de piano, a la que Spector añadió toda una orquesta. McCartney aprovechó cualquier ocasión para criticar el tratamiento del disco, y no descansó hasta editar, ya en el 2003, una versión limpia de los arreglos de Spector, o sea, Let It Be al desnudo, en inglés Let It Be... Naked.
En 1970 produjo el álbum All Things Must Pass de George Harrison en el que Spector logró un ambiente similar al de una catedral con orquestaciones y coros góspel. El álbum contenía las canciones My Sweet Lord y What Is Life.
En 1970 produjo el álbum Plastic Ono Band de John Lennon.
En 1971 fue nombrado director de A&R (Artists and Repertoire) en Apple Records, puesto en el que estuvo un año. Con John Lennon coprodujo el sencillo Power to the People y el álbum Imagine.
Con George Harrison coprodujo Bangla-Desh.
En 1971 grabó la música para el triple álbum en directo The Concert For Bangladesh que más tarde ganó el premio de álbum del año en los Grammys de 1973.
Lennon le retuvo para el sencillo Christmas de 1971 y el álbum Some Time In New York City de 1972.
En 1973 Spector participó en las sesiones de grabación de lo que llegaría a ser el álbum Rock 'n' Roll de John Lennon.
En 1974 fundó el sello Warner-Spector con Warner Bros. Records produjo para Cher A Woman's Story, Baby, I Love You, A Love Like Yours (Don't Come Knockin' Every Day), (Just Enough To Keep Me) Hangin' On con Harry Nilsson). En 1977 produjo para Darlene Love Lord, If You're A Woman y Stumble And Fall. En 1975 produjo para Danny Potter y Jerri Bo Keno Here It Comes (And Here I Go) y I Don't Know Why.
En 1977 produjo y coescribió el controvertido álbum de Leonard Cohen titulado Death of a Ladies' Man, que enfureció a muchos seguidores de Cohen que preferían el sonido acústico en vez del muro de sonido orquestal y coral que contenía el álbum.
En 1979 produjo el álbum End of the Century de The Ramones que enfureció a muchos de sus seguidores. Contiene Rock 'n' Roll High School, Do You Remember Rock 'n' Roll Radio? y una versión de Baby, I Love You que Spector había producido para The Ronettes.
El guitarrista Johnny Ramone más adelante comentó sobre la grabación del álbum:

‘It really worked when he got to a slower song like Danny Says the production really worked tremendously. For the harder stuff, it didn't work as well.’
‘Realmente funcionaba con canciones lentas como Danny Says. Con el material más fuerte no funcionaba tanto.’

Dee Dee Ramone afirmó que Spector les había amenazado con una pistola para que siguieran la grabación. Sin embargo el batería Marky Ramone dijo en 2008:

‘They (guns) were there but he had a license to carry. He never held us hostage. We could have left at any time’
‘Las armas estaban allí pero él tenía una licencia de armas. Nunca nos mantuvo como rehenes. Podíamos habernos ido en cualquier momento.’

En 2003 produjo dos canciones del álbum Silence Is Easy de Starsailor hasta que lo despidieron por sus diferencias creativas y cambios de humor.
A mediados del 2010 Spector produjo en prisión el álbum de su esposa, Rachelle Short, titulado Out of My Chelle, él alabó el álbum y dijo de ella: "Está fantástica en este álbum".

## Asesinato de Lana Clarkson

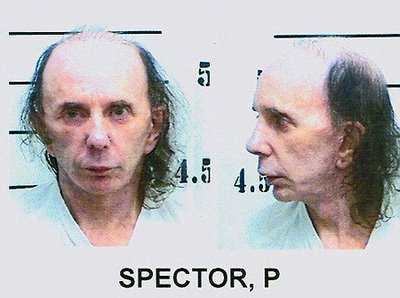
En 2009 Spector fue condenado a un mínimo de 19 años

El 3 de febrero de 2003 se encontró el cadáver de la actriz de cuarenta años Lana Clarkson en la mansión Pyrenees Castle en Alhambra, California. El cuerpo se encontraba desplomado en una silla y tenía una herida de bala en la boca. Era una actriz de serie B y camarera ocasional. En julio de 2003 Spector declaró a la revista Esquire Magazine que fue un suicidio accidental y que ella besó la pistola.

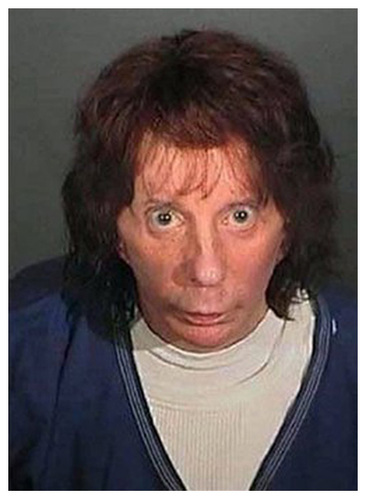
Foto policial de Phil Spector (2009)

Spector permaneció en libertad bajo fianza de 1 millón de USD hasta que comenzó el juicio el 19 de marzo de 2007. El juez permitió que las sesiones del juicio fueran televisadas.
El 26 de septiembre de 2007 el juicio fue declarado nulo después de que los doce miembros del jurado no fueran capaces de alcanzar un veredicto al quedarse 10 a 2.
El 20 de octubre de 2008 comenzó la repetición del juicio por el asesinato de Clarkson. Lo presidía de nuevo el juez Fidler, pero esta vez no fue televisado. El 26 de marzo de 2009 fue visto para sentencia y el 13 de abril de 2009 el jurado emitió un veredicto de culpabilidad.
Según las pruebas presentadas por la acusación, Spector había amenazado con una pistola a cinco mujeres desde la década de 1970. Dos de ellas llamaron a la policía pero más tarde no presentaron denuncia. En los cinco casos Spector había bebido, estaba interesado en tener relaciones sexuales y la mujer lo rechazó. La defensa intentó sin éxito imponer su tesis de que Clarkson se suicidó al encontrarse sumida en una depresión y estar acuciada por problemas económicos. El chófer brasileño de Spector Adriano De Souza cuando llamó al servicio de emergencias dijo:

‘I think my boss killed somebody’
‘Creo que mi jefe ha matado a alguien.’

De Souza declaró en el juicio que Spector dijo:

‘I think I killed somebody.’
‘Creo que he matado a alguien.’

Tras nueve días de deliberaciones el jurado determinó que Spector era culpable de homicidio en segundo grado de Lana Clarkson horas después de conocerse en un club de House of Blues, donde trabajaba.
En abril de 2009 fue condenado a un mínimo de 19 años de cárcel revisable.
Al momento de su muerte estaba cumpliendo su condena en la prisión californiana de Stockton.

### Película inspirada por el caso
La película para televisión de 2013 Phil Spector de 92 minutos, producida por HBO Films, fue escrita y dirigida por David Mamet y tiene a Al Pacino como Spector y a Helen Mirren como la abogada Linda Kenney Baden.
Los créditos de la película dicen:

‘"This is a work of fiction. It's not 'based on a true story.' It is a drama inspired by actual persons in a trial, but it is neither an attempt to depict the actual persons, nor to comment upon on the trial or its outcome."’
‘Es una obra de ficción. No está basada en hechos reales. Es una obra dramática de ficción inspirada en el juicio real de personas reales. No es un intento de descripción de personas reales, ni del juicio, ni de su resultado.’

La película fue criticada por la familia y amigos de Clarkson por apoyar más la versión de la defensa.

## Vida privada
A los veintiún años ya había ganado su primer millón de dólares. En 1965, con veintitrés años de edad, Spector había ganado dos millones de dólares. Desde octubre de 1962, había producido con su sello Philles Records veintiún sencillos de los que había vendido trece millones de copias. Tenía nueve discos de oro con ventas superiores al millón de copias.
Tom Wolfe escribió que, en 1965, Spector hizo volver a la terminal al avión en el que iba a despegar porque dijo que el avión no iba a llegar a su destino. Revisaron su equipaje por si llevaba bombas. En esa época se mudó a California porque ya no soportaba volar.
Spector se casó con Annette Merar, que era la vocalista principal del trío de pop de los sesenta The Spectors Three, que había sido formado y producido por Spector.
Más adelante se casó con Veronica Bennett, que fue conocida como Ronnie Spector. Ronnie era la vocalista principal de the Ronettes, que había producido y gestionado. Adoptaron 3 niños: Donté Phillip Spector (23 de marzo de 1969), Louis Phillip Spector y Gary Phillip Spector (gemelos nacidos el 12 de mayo de 1966).
El matrimonio duró de 1968 a 1974.
En febrero de 1974 tuvo un accidente de coche entre Los Ángeles y Phoenix, y unos meses después otro en Los Ángeles. Se sometió a cirugía plástica.
El 18 de octubre de 1982, Spector tuvo gemelos con su pareja de entonces, Janis Zavala: Nicole Audrey Spector y Phillip Spector Jr. El 25 de diciembre de 1991, falleció Phillip Spector Jr. de leucemia.
El 1 de septiembre de 2006, Spector se casó con Rachelle Short, nacida en 1980. Se conocieron en 2003 en un restaurante de Hollywood donde ella trabajaba, poco después de su arresto por el asesinato de Clarkson. Rachelle tocaba el trombón y había estudiado música. En 2010, Spector produjo su disco Out of My Chelle. Se divorciaron en 2018.
Spector falleció el 16 de enero del 2021 por complicaciones relacionadas con COVID-19, después de haber sido transferido de su celda en la prisión a un hospital. Fue diagnosticado cuatro semanas antes y estuvo hospitalizado hasta recuperarse lo suficiente como para volver a prisión, antes de recaer.

## Muro de sonido
El concepto Wall of Sound (muro de sonido) está asociado al estilo de producción denso y en múltiples capas de Phil Spector.
Para que Phil Spector obtuviera el muro de sonido los arreglos necesitaban una gran banda que incluyera instrumentos que no eran habituales en las bandas, como guitarras eléctricas y acústicas, y doblar y triplicar muchas partes para crear un sonido más rico y denso.
También incluyó un conjunto de instrumentos orquestales que por entonces no se asociaban con la música pop para jóvenes. Spector afirmó que era:

‘a Wagnerian approach to rock & roll: little symphonies for the kids‘
‘una aproximación wagneriana al rock and roll: pequeñas sinfonías para niños.’

Los instrumentos múltiples tocando al unísono daban como resultado una mezcla de sonoridad que con frecuencia se enfatizaba usando efectos de posproducción como la reverberación en sala de eco, el retraso del audio y la compresión dinámica.
Sin embargo, la superposición en capas de partes instrumentales idénticas siguió siendo un componente fundamental de las producciones de Spector, tal como recordaba el músico de sesión Barney Kessel:

‘[T]here was a lot of peso on each part.…The three pianos were different, one electric, one not, one harpsichord, and they would all play the same thing and it would all be swimming around like it was all down a well. Musically, it was terribly simple, but the way he recorded and miked it, they’d diffuse it so that you couldn't pick any one instrument out. Techniques like distortion and echo were not new, but Phil came along and took these to make sounds that had not been used in the past. I thought it was ingenious.‘
‘Había mucha superposición en cada parte. Los tres pianos eran diferentes: eléctrico, tradicional y clave. Y tocaban lo mismo y nadaban alrededor como si estuvieran en un pozo. Musicalmente era terriblemente simple, pero la forma en lo que grababa y mezclaba lo difuminaba y ya no se podía distinguir un instrumento del otro. Las técnicas de distorsión y eco no eran nuevas pero Phil vino y las utilizó para crear sonidos que no habían sido usados en el pasado. Pensé que era ingenioso.’

Spector dijo en 1964:

‘I was looking for a sound, a sound so strong that if the material was not the greatest, the sound would carry the record. It was a case of augmenting, augmenting. It all fitted together like a jigsaw.‘
‘Estaba buscando un sonido, un sonido tan fuerte que aunque el material musical no fuera el más grande, el sonido arrastraría el disco. El caso era aumentar, aumentar. Todo encajaba como un rompecabezas.’

La revista Time lo describió en su ejemplar del 19 de febrero de 1965:

‘Spector Sound, as it's called in the industry, is marked by a throbbing, sledgehammer beat, intensified by multiplying the usual number of rhythm instruments and boosting the volume. Spectral orchestration, undulating with shimmering climaxes, is far more polished, varied and broadly rooted than the general run of rock 'n' roll.‘
‘El sonido Spector, como se le conoce en la industria, está marcado por un tempo palpitante de martillo pilón, intensificado por la multiplicación inusual de instrumentos de percusión y el aumento de volumen. Tiene orquestaciones espectrales ondulantes con climax relucientes, está mucho más pulido, variado y enraizado que el rock and roll normal.’

La versión de Sleigh Ride por The Ronettes usó ampliamente el efecto. También Da Doo Ron Ron por The Crystals.
El mismo Spector dijo que la cima de su muro de sonido fue River Deep – Mountain High por Ike and Tina Turner, y George Harrison lo consideró un disco perfecto de principio a fin.
Se obtenía un sonido rico y apabullante que después se escuchaba bien en los receptores de onda media AM por encima de las interferencias.
Para construir el muro de sonido, Phil Spector contaba con The Wrecking Crew, un grupo de músicos de estudio que tocaba de forma anónima desde la década de 1960 para los grupos más exitosos.
Entre ellos estaba Hal Blaine y Earl Palmer a la batería, Carol Kaye al bajo, Larry Knechtel a los teclados, Glen Travis Campbell a la guitarra, Leon Russell al piano, Jim Gordon a la batería y Chuck Berghofer al bajo.

## Discografía

### Álbumes
- 1959: The Teddy Bears Sing – The Teddy Bears
- 1963: A Christmas Gift for You from Phil Spector – Varios artistas
- 1963: Twist Uptown – The Crystals
- 1963: He's A Rebel – The Crystals
- 1964: Presenting the Fabulous Ronettes Featuring Veronica – The Ronettes
- 1965: Ronettes – The Ronettes
- 1966: River Deep – Mountain High – Ike and Tina Turner
- 1970: Let It Be – The Beatles

- 1970: All Things Must Pass (coproductor) – George Harrison
- 1970: Plastic Ono Band (coproductor) – John Lennon and The Plastic Ono Band
- 1970: Plastic Ono Band (coproductor) – Yōko Ono and The Plastic Ono Band[49]
- 1971: Imagine (coproductor) – John Lennon and The Plastic Ono Band with the Flux Fiddlers
- 1971: The Concert for Bangla Desh (coproductor) – George Harrison and Friends
- 1972: Some Time in New York City (coproductor) – John Lennon and Yoko Ono with Elephant's Memory plus Invisible Strings
- 1975: Rock N' Roll (coproductor) – John Lennon
- 1975: Born To Be With You – Dion
- 1977: Death of a Ladies' Man – Leonard Cohen
- 1980: End of the Century – Ramones
- 1981: Season of Glass (coproductor) – Yōko Ono
- 1986: Menlove Ave. (coproductor) – John Lennon
- 1991: Back to Mono (1958-1969) (Box set compilation) – Various Artists
- 2003: Silence Is Easy (coproductor) – Starsailor
- 2010: Out of My Chelle - Rachelle (su esposa)

### Sencillos
- "To Know Him Is to Love Him" – The Teddy Bears (12/01/58, #1)
- "Corrina, Corrina" – Ray Peterson (1/09/61, #9)
- "Pretty Little Angel Eyes" – Curtis Lee (8/07/61, #7)
- "Every Breath I Take" – Gene Pitney (9/11/61, #42)
- "I Love How You Love Me" – The Paris Sisters (10/30/61, #5)
- "Under the Moon of Love" – Curtis Lee (11/27/61, #46)
- "There's No Other (Like My Baby)" – The Crystals (1/22/62, #20)
- "I Could Have Loved You So Well" – Ray Peterson (1/27/62, #57)
- "Uptown" – The Crystals (3/03/62, #13)
- "He Knows I Love Him Too Much" – The Paris Sisters (3/10/62, #34)
- "Let Me Be the One" – The Paris Sister (5/26/62, #87)
- "Second Hand Love" – Connie Francis (6/09/62, #7)
- "He's A Rebel" – The Crystals (11/03/62, #1)
- "Zip-a-Dee-Doo-Dah" – Bob B. Soxx & the Blue Jeans (1/12/63, #8)
- "He's Sure the Boy I Love" – The Crystals (1/19/63, #11)
- "Puddin N’ Tain (Ask Me Again, I’ll Tell You the Same)" – The Alley Cats (2/16/63, #43)
- "Why Do Lovers Break Each Other’s Hearts" – Bob B. Soxx and the Blue Jeans (3/30/63, #38)
- "(Today I Met) The Boy I’m Gonna Marry" – Darlene Love (5/11/63, #39)
- "Da Doo Ron Ron (When He Walked Me Home)" – The Crystals (6/08/63, #3)
- "Not Too Young to Get Married" – Bob B. Soxx and the Blue Jeans (7/13/63, #63)
- "Then He Kissed Me" – The Crystals (8/17/63, #6)
- "Wait ’Til My Bobby Gets Home" – Darlene Love (9/07/63, #26)
- "Be My Baby" – The Ronettes (10/12/63, #2)
- "A Fine Fine Boy" – Darlene Love (11/23/63, #53)
- "Christmas (Baby, Please Come Home)" – Darlene Love
- "Baby, I Love You" – The Ronettes (2/01/64, #24)
- "(The Best Part of) Breakin' Up" – The Ronettes (5/16/64, #39)
- "Do I Love You?" – The Ronettes (8/01/64, #34)
- "Walking In the Rain" – The Ronette (12/05/64, #23)
- "You've Lost That Lovin' Feelin'" – The Righteous Brothers (2/06/65 #1, UK #1)
- "Just Once in My Life" – The Righteous Brothers (5/15/65, #9)
- "Unchained Melody" – The Righteous Brothers (8/28/65, #4)
- "Ebb Tide" – The Righteous Brothers (1/08/66, #5)
- "River Deep – Mountain High" – Tina Turner (6/18/66, #88 UK #3)
- "Love Is All I Have to Give" – The Checkmates, Ltd. (5/03/69, #65)
- "Black Pearl" – The Checkmates, Ltd. (7/05/69, #13)
- "Proud Mary" – The Checkmates, Ltd. (11/01/69, #69)
- "Instant Karma (We All Shine On)" – John Lennon (3/28/70, #3)
- "The Long and Winding Road"/"For You Blue" – The Beatles (6/13/70, #1)
- "My Sweet Lord" – George Harrison (12/26/70, #1)
- "What Is Life" – George Harrison (3/27/71, #10)
- "Power To The People" – John Lennon/Plastic Ono Band (5/15/71, #11)
- "Try Some, Buy Some" – Ronnie Spector (5/22/71, #77)
- "Bangla-Desh" – George Harrison (9/11/71, #23)
- "Imagine" – John Lennon (11/13/71, #3)
- "Rock 'n' Roll High School" – Ramones (8/04/79, UK #67)
- "Baby, I Love You" – Ramones (2/04/80, UK #8)
- "Do You Remember Rock 'n' Roll Radio?" – Ramones (5/16/80, #54)
- "Unchained Melody – The Righteous Brothers (10/20/90 Reissue, #13)
- "Silence Is Easy" – Starsailor (01/09/03, UK #8)

## Las mejores canciones de todos los tiempos segúnRolling Stone
La lista de la revista Rolling Stone de las 500 mejores canciones de todos los tiempos fue diseñada por 172 críticos, músicos y expertos de la industria discográfica. Apareció publicada el 9 de diciembre de 2004 en el número 963 de la revista Rolling Stone.
Phil Spector aparece en la lista en los siguientes puestos:
Productor
3 John Lennon, Imagine
22 The Ronettes, Be My Baby
33 Ike and Tina Turner, River Deep – Mountain High
34 The Righteous Brothers, You've Lost That Lovin' Feelin'
267 The Crystals, He's A Rebel
269 The Ronettes, Walking in the Rain
374 The Righteous Brothers, Unchained Melody
460 George Harrison, My Sweet Lord
Compositor/escritor
22 The Ronettes, Be My Baby
33 Ike and Tina Turner, River Deep – Mountain High
34 The Righteous Brothers, You've Lost That Lovin' Feelin'
269 The Ronettes, Walking in the Rain
284 The Dixie Cups, Chapel of Love
358 Ben E. King, Spanish Harlem

## En los medios
Tom Wolfe escribió en 1965 su primer libro The kandy-kolored tangerine-flake streamline baby en el que dedicó el capítulo The First Tycoon of Teen de 18 páginas a Phil Spector.
En 1966 produjo el documental The Big T.N.T. Show y en 2000 Gimme Some Truth: The Making of John Lennon's Imagine Album.
En 1967 actuó en un episodio de la serie de televisión I Dream of Jeannie titulado Jeannie, the Hip Hippie.
En 1969 actuó en la película Easy Rider en el papel de Connection.
En 2008 participó en el documental The Wrecking Crew.

### Películas biográficas
Phil Spector's Demons (2007) (TV)
The Agony and the Ecstasy of Phil Spector (2009)
Phil Spector: He's a Rebel (1982) (TV)

### Películas en las que se le representa
The Beach Boys: An American Family (2000)
And the Beat Goes On: The Sonny and Cher Story (1999) (TV)
Tina (1993)
John and Yoko: A Love Story (1985) (TV)
Phil Spector (2013) (TV)
Love & Mercy (2014)